# Seiko Okamoto
Seiko Okamoto (Japans: 岡本聖子, Okamoto Seiko) (Toyonaka, 14 maart 1978) is een voormalig tennisspeelster uit Japan.
In 2004 speelde ze samen met Ryoko Takemura op de damesdubbel van de Australian Open. 
In 2005 speelde ze met Hsieh Su-wei op de Australian Open.

## Posities op deWTA-ranglijst
Positie per einde seizoen:
| jaar | rang enkelspel | rang dubbelspel |
| ---- | -------------- | --------------- |
| 1997 | 723            | –               |
| 1998 | 508            | 411             |
| 1999 | 473            | 390             |
| 2000 | 720            | 510             |
| 2001 | 531            | 347             |
| 2002 | 309            | 284             |
| 2003 | 287            | 290             |
| 2004 | 276            | 130             |
| 2005 | 183            | 151             |
| 2006 | 208            | 176             |
| 2007 | 227            | 237             |
| 2008 | 349            | 437             |
| 2009 | 399            | 373             |
| 2010 | 892            | 635             |

## Palmares
| Legenda                |
| ---------------------- |
| Grandslamtoernooi      |
| Olympische Spelen      |
| Year-End Championships |
| Tier I                 |
| Tier II                |
| Tier III               |
| Tier IV & V            |

### WTA-finaleplaatsen enkelspel
geen

### WTA-finaleplaatsen vrouwendubbelspel
| nr.              | finale     | toernooi   | ondergrond | partner        | tegenstandsters            | score         |         |
| ---------------- | ---------- | ---------- | ---------- | -------------- | -------------------------- | ------------- | ------- |
| gewonnen finales |            |            |            |                |                            |               |         |
| 1.               | 2004-01-16 | WTA Hobart | hardcourt  | Shinobu Asagoe | Els Callens Barbara Schett | 2-6, 6-4, 6-3 | details |
| verloren finales |            |            |            |                |                            |               |         |
| geen             |            |            |            |                |                            |               |         |

## Resultaten grandslamtoernooien
| Legenda | Legenda                          |
| ------- | -------------------------------- |
| g.t.    | geen toernooi gehouden           |
| l.c.    | lagere categorie                 |
| –       | niet deelgenomen                 |
| G       | uitgeschakeld in de groepsfase   |
| 1R      | uitgeschakeld in de eerste ronde |
| 2R      | uitgeschakeld in de tweede ronde |
| 3R      | uitgeschakeld in de derde ronde  |
| 4R      | uitgeschakeld in de vierde ronde |
| KF      | uitgeschakeld in de kwartfinale  |
| HF      | uitgeschakeld in de halve finale |
| F       | de finale verloren               |
| W       | het toernooi gewonnen            |
| w-v     | winst/verlies-balans             |

### Vrouwendubbelspel
| toernooi        | 2004 | 2005 |
| --------------- | ---- | ---- |
| Australian Open | 1R   | 1R   |
| Roland Garros   | –    | –    |
| Wimbledon       | –    | –    |
| US Open         | –    | –    |